# Afrikanische Igel
Die Afrikanischen Igel (Atelerix) sind eine Gattung in Afrika und Südeuropa lebender Tiere aus der Familie der Igel (Erinaceidae).

## Die Arten
Die Gattung umfasst vier Arten:
- Der Weißbauch- oder Afrikanische Zwergigel (A. albiventris) ist im ganzen mittleren Afrika (von Senegal und Sudan bis Sambia) beheimatet.
- Der Kapigel (A. frontalis) lebt im südlichen Afrika (von Angola und Simbabwe bis Südafrika).
- Der Algerische oder Nordafrikanische Igel (A. algirus) kommt im nördlichen Afrika (Marokko bis Libyen) und an der Mittelmeerküste Spaniens vor. In Südfrankreich und auf den Kanarischen Inseln wurde die Art eingeführt.
- Der Somalische Igel (A. sclateri) lebt im nördlichen Somalia.

## Beschreibung
Kopf und Rücken dieser Tiere sind mit kurzen Stacheln besetzt, diese sind an der Wurzel und an der Spitze weiß gefärbt und in der Mitte schwarz oder braun. Von der Gattung der Kurzohrigel (Erinaceus), zu der auch der Braunbrustigel gehört, unterscheiden sich die Afrikanischen Igel durch die meist geringere Größe, durch die oft hellere agouti Fellfärbung sowie durch anatomische Details im Bau des Schädels, der Zähne und der Anzahl der Zehen an den hinteren Gliedmaßen. Die Tiere erreichen eine Kopfrumpflänge von 17 bis 23 Zentimeter (mit einem 2 bis 5 Zentimeter langen Schwanz) und ein Gewicht von 250 bis 700 Gramm.

## Lebensweise
Afrikanische Igel bewohnen eine Reihe von Habitaten wie Buschland, Steppen und Savannen, manchmal auch Gärten in den Städten der Menschen. Sie meiden allerdings die Wüste und zu dichte Waldgebiete. Es sind nachtaktive Tiere, die den Tag verborgen in Blätterhaufen, Felsspalten oder kleinen Höhlen verbringen. In der Nacht gehen sie auf Nahrungssuche, wobei sie sich weniger auf den schlecht entwickelten Gesichtssinn als auf die ausgezeichneten Geruchs- und Gehörsinne verlassen. In kälteren Gebieten (beispielsweise Südafrika) halten sie während des Winters Winterschlaf, allerdings kürzer als der heimische Igel. Außer während des Winterschlafs oder der Aufzucht der Jungen wechseln sie täglich ihre Ruhestätte. Diese Tiere sind Einzelgänger, sie haben zwar keine festen Reviere, meiden aber dennoch den Kontakt untereinander weitgehend.
Wie der Europäische Igel können sie sich im Bedrohungsfall zu einer Kugel einrollen, die mit aufgerichteten Stacheln die Fressfeinde abzuwehren versuchen.

## Ernährung
Afrikanische Igel sind Allesfresser mit einer Vorliebe für Insekten. Nebenbei nehmen sie aber auch Schnecken, Regenwürmer, kleine Wirbeltiere, Eier, Früchte und Pilze zu sich.

## Fortpflanzung
Die Weibchen können mehrmals im Jahr Nachwuchs zur Welt bringen. Nach rund 35-tägiger Tragzeit kommen durchschnittlich vier bis fünf Jungtiere zur Welt. Diese wiegen rund zehn Gramm und sind nackt und blind. Nach spätestens sechs Wochen werden die Jungtiere entwöhnt und von der Mutter verjagt. Die Geschlechtsreife erlangen sie nach rund neun Wochen. Die Lebenserwartung dieser Tiere beträgt in freier Natur rund drei Jahre, in menschlicher Obhut bis zu sieben Jahre.

## Afrikanische Igel und Menschen
Weißbauchzwergigel werden mancherorts als Heimtiere gehalten, zumeist in den USA, aber mittlerweile auch schon in Europa. Nachdem ursprünglich viele Tiere importiert wurden, stammen die meisten heute aus Nachzuchten und werden auch schon in verschiedenen Farbschattierungen angeboten. Tierschutzorganisationen beurteilen die Haltung von Igeln als Haustiere kritisch.
Wegen der besonderen Form ihrer Hinterfüße wird der Weißbauchzwergigel auf Englisch auch „Vierzehiger Igel“ (four-toed hedgehog) genannt.

## Gefährdungssituation
In freier Natur zählen die Afrikanischen Igel nicht zu den bedrohten Arten. Die Weltnaturschutzunion IUCN führt alle Arten der Gattung in der Roten Liste gefährdeter Arten als nicht gefährdet (Least Concern).